# Pożar w szpitalu psychiatrycznym w Górnej Grupie
Pożar w szpitalu psychiatrycznym w Górnej Grupie – pożar, który miał miejsce w nocy z 31 października na 1 listopada 1980 roku w szpitalu psychiatrycznym w Górnej Grupie w ówczesnym województwie bydgoskim.
Placówka w Górnej Grupie była filią Szpitala Dla Nerwowo i Psychicznie Chorych w Świeciu. Mieściła się w gmachu XIX-wiecznego pałacu. Z powodu niedofinansowania i wieloletnich zaniedbań stan zabezpieczeń przeciwpożarowych był tam wyjątkowo zły. Pożar, spowodowany najprawdopodobniej nieszczelnością przewodu kominowego, został zauważony zbyt późno, a na skutek splotu kilku czynników akcja ratunkowa była prowadzona chaotycznie i w bardzo trudnych warunkach. W konsekwencji poniosło śmierć 55 pacjentów, a kolejnych 26 odniosło ciężkie obrażenia.
Tragedia w Górnej Grupie stała się inspiracją dla licznych dzieł kultury. Upamiętnienie jej ofiar było jednak możliwe dopiero po przełomie politycznym 1989 roku.

## Tło historyczne
W XIX wieku w sąsiedztwie wsi Górna Grupa wzniesiono trzypiętrowy pałac. Był on własnością rodu Bismarcków; zamieszkiwała w nim siostra kanclerza Ottona von Bismarcka. Po zakończeniu I wojny światowej Górna Grupa wraz z resztą Kociewia znalazła się w granicach odrodzonego państwa polskiego. Majątek Bismarcków został przejęty przez urząd ziemski w Grudziądzu. W 1922 roku sprzedano go zgromadzeniu werbistów. W przeddzień oficjalnego przejęcia majątku przez zakonników pałac padł ofiarą podpalenia, którego sprawcy pozostają nieznani. Niemniej do 1927 roku werbiści odbudowali pałac, urządzając w nim dom zakonny, seminarium, gimnazjum i dom rekolekcyjny.
W czasie niemieckiej okupacji w latach 1939–1945 zakonników usunięto z Górnej Grupy, a w pałacu urządzono niemiecki sztab, strzelnicę i więzienie. W 1945 roku werbiści powrócili do majątku. W 1952 roku został on jednak znacjonalizowany przez władze komunistyczne. Jedynie pięciu werbistom pozwolono pozostać w Górnej Grupie. W poklasztornym gmachu urządzono natomiast szpital psychiatryczny – filię Państwowego Szpitala dla Nerwowo i Psychicznie Chorych w Świeciu nad Wisłą. Przez następnych 28 lat nie podjęto praktycznie żadnych działań, aby odpowiednio przystosować gmach na potrzeby szpitala ani dokonać jego remontu i modernizacji. Ograniczono się niemal wyłącznie do przedzielenia dużych sal płytami z pilśni.
Na początku lat 80. szpital w Górnej Grupie zmagał się z problemami charakterystycznymi dla całej psychiatrii w PRL: niedofinansowaniem, niedoborem personelu, zagęszczeniem i złym stanem technicznym. XIX-wieczny gmach miał drewniane stropy, w niektórych miejscach wzmocnione stalowymi belkami. Drewniane podłogi były pokryte łatwopalną wykładziną z PCW. Również izolacja ścian wykonana była z materiałów łatwopalnych (mchu, igliwia, trocin). Pacjenci przebywali w 20-osobowych lub 40–50-osobowych salach. Szpitalne łóżka były tam rozstawione tak gęsto, że z powodu braku miejsca pacjenci musieli przechodzić po łóżkach sąsiadów. Z relacji świadków wynika ponadto, że korytarze miały zabudowane przejścia, co uniemożliwiało bezpieczną ewakuację.
Na co dzień do potrzeb pacjentów nie przywiązywano większej wagi. Wielu zostało de facto porzuconych przez własne rodziny, które od lat nie utrzymywały z nimi żadnego kontaktu. Nagminną praktyką było „wynajmowanie” lżej chorych pacjentów okolicznym rolnikom do prac polowych. Na porządku dziennym było także stosowanie elektrowstrząsów. Warunki bytowe i sanitarne pozostawiały wiele do życzenia. Chorzy nie posiadali szafek na ubrania i przedmioty osobiste, stąd byli zmuszeni trzymać je w łóżkach. Z powodu braku ubikacji musieli załatwiać potrzeby naturalne do wiader.
Na zły stan zabezpieczeń przeciwpożarowych zwracano uwagę jeszcze przed wybuchem pożaru. Podczas kontroli strażackiej, którą przeprowadzono w szpitalu we wrześniu 1979 roku, stwierdzono liczne uchybienia. Odnotowano, że chorzy niemogący poruszać się o własnych siłach byli umieszczani na najwyższych piętrach. Stwierdzono również nadmierne zagęszczenie sal oraz brak schodów ewakuacyjnych. Co więcej, część wyjść ewakuacyjnych została zlikwidowana lub zastawiona ciężkimi szafami, by zapobiec ucieczkom pacjentów. Zalecenia pokontrolne zostały zignorowane.

## Przyczyna
Najbardziej prawdopodobną przyczyną pożaru był nieszczelny przewód kominowy. Przypuszcza się, że iskra wydostała się z przewodu i zaprószyła ogień we wnętrzu jednej ze ścian, ocieplonej igliwiem i trocinami.
Zanim doszło do pożaru na pełną skalę, ogień przez pewien czas tlił się wewnątrz ścian. Co najmniej dzień przed tragedią niektórzy pacjenci zgłaszali, że wyczuwają dym, a ściany szpitala są nienaturalnie ciepłe. Ich słowom nie dano jednak wiary.

## Przebieg pożaru i akcji ratowniczej
W nocy z 31 października na 1 listopada 1980 roku w szpitalu w Górnej Grupie przybywało ponad 300 pacjentów (według niektórych źródeł ich liczba mogła przekraczać 400). Obok osób cierpiących na zaburzenia psychiczne i ciężką niepełnosprawność intelektualną były w tym gronie także osoby, które z różnych względów uznawano za niedostosowane społecznie.
Pożar rozpoczął się na trzecim piętrze, gdzie przebywało 125 mężczyzn – najciężej chorych i najmniej sprawnych. Tej nocy dyżur pełniły tam cztery pielęgniarki. Jedna posiadała kilkuletni staż, pozostałe rozpoczęły pracę w zawodzie cztery miesiące wcześniej. O godzinie 23:00 pielęgniarki, zgodnie z regulaminem szpitala, zamknęły na klucz od zewnątrz wszystkie sale, w których przebywali pacjenci. Podczas gdy cztery kobiety udały się do pomieszczenia socjalnego, by przygotować sobie kolację, dyżur na korytarzu pełnił pacjent znany w szpitalu pod przydomkiem „Ali”. Jako pierwszy zauważył ogień i usiłował ostrzec pielęgniarki. „Ali” cierpiał jednak na zaburzenia związane z piromanią, stąd jego okrzyki zostały zignorowane.
W pewnym momencie w szpitalu zgasły światła, co było efektem awarii instalacji elektrycznej, spowodowanej rozprzestrzeniającym się pożarem. Początkowo fakt ten nie wzbudził niepokoju wśród personelu. W PRL pogrążonej w kryzysie przerwy w dostawach energii elektrycznej były na porządku dziennym.
Andrzej Rutkowski, szpitalny palacz i konserwator, który przebywał w części mieszkalnej gmachu, zauważył w pewnym momencie, że w Górnej Grupie palą się światła. To wskazywało, że brak elektryczności nie był spowodowany przerwą w dostawach prądu. Gdy wyszedł na korytarz, by sprawdzić bezpieczniki, poczuł dym. Wyczuli go także inni mieszkańcy. Rutkowski udał się do piwnicy po kilof i przy pomocy sąsiadów zaczął rozbijać ceglany mur, który oddzielał część mieszkalną od części szpitalnej. Bijący z otworu żar uniemożliwił jednak wejście do znajdującej się po drugiej stronie szpitalnej sali. W międzyczasie również pielęgniarki na trzecim piętrze zorientowały się, że w budynku wybuchł pożar. Poruszając się po omacku zdołały otworzyć jedną z sal, skąd przez szpary w specjalnie zabezpieczonych oknach głośno wzywały ratunku. Tymczasem wśród pacjentów przebywających na drugim i trzecim piętrze wybuchła panika, której nie dało się opanować.
Po kilkunastu minutach do szpitala dotarł zastęp ochotniczej straży pożarnej z Górnej Grupy. Przed północą na miejscu było siedem zastępów strażackich. Akcja ratownicza była jednak prowadzona chaotycznie i w trudnych warunkach. Strażakom brakowało sprzętu, w tym latarek, lin, strażackich hełmów i noszy. Znajdujący się w szpitalnym ogrodzie staw był zanieczyszczony liśćmi, w konsekwencji czego pompy strażackie nie były w stanie pobierać zeń wody. Nie działał także znajdujący się na podwórzu hydrant. W konsekwencji z gaszeniem ognia musiano czekać do czasu przybycia beczkowozów. Strażacy zdołali poszerzyć wybity przez pracowników otwór w murze, jednakże z powodu braku kombinezonów żaroodpornych nie byli w stanie wejść do środka. Ostatecznie z płonącej sali udało się wyciągnąć tylko jednego, ciężko poparzonego pacjenta. Po pewnym czasie do akcji ratowniczej włączyli się żołnierze z pobliskiej jednostki wojskowej. Oni również nie dysponowali specjalistycznym sprzętem, a ich maski przeciwgazowe okazały się bezużyteczne w warunkach pożaru.
Akcję ratowniczą dodatkowo utrudniał fakt, że w placówce znajdowało się wielu pacjentów długoterminowych, dla których szpital był jedyną znaną rzeczywistością. Mieli oni w pamięci surowe przykazania personelu, by nie opuszczać swoich sal. Widok żołnierzy i strażaków w maskach interpretowali natomiast jako działania wojenne, reagując paniką. Niektórzy stawiali opór lub ukrywali się pod łóżkami. Inni, po wyprowadzeniu ze szpitala, wracali ponownie, aby zabrać pozostawione rzeczy osobiste. Sytuację udało się opanować, gdy ktoś wpadł na pomysł, aby ratownicy założyli białe kitle. Pewna liczba spanikowanych pacjentów wydostała się ze szpitala na własną rękę, po czym rozbiegła się po okolicznych lasach i wsiach, gdzie później znajdywali ich funkcjonariusze milicji. Inni przy siedmiostopniowym mrozie czekali przed płonącym budynkiem, ubrani w piżamy, w pantoflach lub wręcz boso. Jednocześnie przed szpitalem zebrał się tłum gapiów z sąsiednich miejscowości, który według relacji świadków mógł liczyć ponad tysiąc osób.
Pożar szybko ogarniał budynek. Zawalił się dach i stropy między piętrami. W jednej z 40-osobowych sal, w której wciąż znajdowali się pacjenci, runęła podłoga, na skutek czego została zasypana znajdująca się poniżej kaplica werbistów. W ostatniej chwili zasypania uniknęli wtedy salowy i kilku żołnierzy, którzy usiłowali wynieść z kaplicy religijny obraz. Niektórzy z pacjentów spłonęli żywcem na łóżkach, do których byli przymocowani pasami. Inni stratowali się w panice i ulegli zaczadzeniu pod drzwiami w oczekiwaniu na pomoc. Rozmiary tragedii mogłyby okazać się nawet większe, gdyby eksplodowały znajdujące się w szpitalu butle z gazem. Zapobiegła temu bohaterska postawa trzech żołnierzy, którzy bez rozkazu, ryzykując własnym życiem, wynieśli butle z płonącego budynku.
Po ugaszeniu pożaru do uprzątnięcia zwłok przystąpili żołnierze służby zasadniczej, działając na polecenie sekretarza komitetu gminnego PZPR. Świadkowie wspominali, że zwłoki wielu ofiar były całkowicie zdeformowane na skutek ognia, a na ich widok nawet doświadczeni ratownicy, nie mówiąc o żołnierzach z poboru, doznawali załamania nerwowego.

## Ofiary
W czasie pożaru zginęło na miejscu 52 pacjentów. Kolejnych trzech zmarło w szpitalu na skutek odniesionych obrażeń, co podniosło całkowitą liczbę ofiar śmiertelnych do 55 osób. 26 pacjentów zostało ciężko poparzonych.
Pacjentów, którzy zginęli w pożarze, pochowano 11 grudnia 1980 roku w zbiorowej mogile na przyszpitalnym cmentarzu w Świeciu.
Nazwiska ofiar wymienione na nagrobku, który postawiono w 2010 roku na zbiorowej mogile:

1. Edwin Belt
2. Bogdan Berent
3. Adolf Błażejewski
4. Ireneusz Brzykcy
5. Roman Cieślicki
6. Władysław Gierszewski
7. Józef Gołębiewski
8. Ryszard Gołębiewski
9. Kazimierz Górajewski
10. Henryk Groblewski
11. Henryk Jabłoński
12. Andrzej Janowski
13. Grzegorz Jaskulski
14. Stanisław Jurkowski
15. Kazimierz Kałduński
16. Jan Kasprzykowski
17. Wiesław Kociuga
18. Zygmunt Kondracki
19. Stanisław Kotwicki
20. Bogdan Krzyżanowski
21. Jan Lemieszek
22. Kazimierz Lugiewicz
23. Stanisław Maciejewski
24. Władysław Małecki
25. Stanisław Marks
26. Edmund Marulewski
27. Andrzej Motyka
28. Kazimierz Olejniczak
29. Stefan Paczkowski
30. Jan Przeperski
31. Stanisław Romanowski
32. Wiesław Romanowski
33. Brunon Sawicki
34. Stanisław Siwiński
35. Jan Skrzeszewski
36. Jerzy Sobczyk
37. Zygmunt Styborski
38. Mieczysław Sztaf
39. Kazimierz Tomaszewski
40. Paweł Wielgorz
41. Jan Wiliczek
42. Szczepan Zakrzewski
43. Zygmunt Zakrzewski
44. Mieczysław Zaremba
45. Józef Żurawski
46. Adam Woźniak

Nazwisk pozostałych 9 ofiar nie ujawniono.

## Epilog
Dzień po pożarze w Górnej Grupie na miejsce przybyli wicepremier Henryk Kisiel oraz wiceminister zdrowia Tadeusz Szelachowski. Śledztwo w sprawie ustalenia przyczyn tragedii zostało podjęte niezależnie przez prokuraturę wojewódzką, specjalną komisję rządową oraz komisję powołaną przez wojewodę bydgoskiego.
12 grudnia 1980 roku opublikowano oświadczenie rządu o następującej treści:

Komisja rządowa pod przewodnictwem wicepremiera Stanisława Macha powołana do ustalenia okoliczności pożaru w Górnej Grupie należącego do Wojewódzkiego Zespołu Psychiatrycznego w Świeciu informuje, że w wyniku ofiarnej pracy ludzi i sprawnie zorganizowanej akcji ratowniczej z 319 pacjentów uratowano 266 oraz nie dopuszczono do rozszerzenia się pożaru na cały budynek szpitala [...] Po zakończeniu wszystkich koniecznych czynności komisja rządowa poda do publicznej wiadomości pełny komunikat.

Początkowo podejrzewano, że przyczyną pożaru była awaria instalacji elektrycznej. Milicja rozważała również hipotezę, szybko jednak zarzuconą, iż pożar wzniecił wspomniany piroman „Ali”.
Prokuratura postawiła zarzuty dwóm pracownikom szpitala: Janowi Górskiemu – zastępcy dyrektora do spraw ekonomiczno-finansowych i Mieczysławowi Chyle – kierownikowi działu administracyjno-gospodarczego. Zarzucono im niedopełnienie obowiązków i narażenie pacjentów na utratę zdrowia i życia poprzez niewykonanie zaleceń z kontroli przeciwpożarowej przeprowadzonej w 1979 roku. Proces rozpoczął się jesienią 1981 roku, przy czym Górski zmarł jeszcze przed jego zakończeniem. Ostatecznie sprawa została umorzona na mocy amnestii z 1984 roku. 
W środowisku polskiej psychiatrii nie brakło głosów, iż obaj pracownicy stali się kozłami ofiarnymi, a prawdziwymi winnymi byli wysoko postawieni dygnitarze PZPR, którzy odmawiali przyznania większych środków finansowych na modernizację szpitala. Niedługo po tragedii środowisko polskich psychiatrów wystosowało list do Komisji Zdrowia i Kultury Fizycznej Sejmu. Znalazły się w nim następujące słowa:

Każdy, kto zna warunki, w jakich pracuje większość szpitali psychiatrycznych w Polsce, może dziwić się, że tragedia nie pochłonęła więcej ofiar.

Już w czasach PRL tragedia w Górnej Grupie stała się pożywką dla teorii spiskowych. Krążyła m.in. pogłoska, iż pożar został celowo wzniecony przez funkcjonariuszy Służby Bezpieczeństwa, a jego ofiarą padli działacze opozycji demokratycznej, jakoby więzieni w szpitalu w ramach tzw. psychiatrii represyjnej. Z ustaleń Instytutu Pamięci Narodowej wynika jednak bezspornie, iż pogłoski te nie miały żadnego pokrycia w faktach.
Szpital psychiatryczny w Górnej Grupie nie wznowił działalności. Po przełomie politycznym 1989 roku niszczejący gmach odzyskało i wyremontowało zgromadzenie werbistów. Obecnie mieści się w nim Dom Misyjny Świętego Józefa z oddziałem dla zakonników w podeszłym wieku. W piwnicach budynku znajduje się także muzeum misyjno-etnograficzne.

## Upamiętnienie
Władze komunistyczne nie wyraziły zgody na upamiętnienie ofiar z nazwiska i podanie na tablicy nagrobnej przyczyny ich śmierci. Na polecenie sekretarza komitetu PZPR w Świeciu na zbiorowej mogile postawiono jedynie tablicę z napisem „NN”. Dopiero w 2010 roku odsłonięto tam marmurową tablicę z nazwiskami ofiar.
Z kolei 19 września 2017 roku na terenie klasztornym odsłonięto głaz z tablicą pamiątkową. Widnieje na niej inskrypcja o treści:

...daje się słyszeć lament i gorzki płacz. Rachel opłakuje swoich synów, nie daje się pocieszyć, bo już ich nie ma (Jer 31,15). Pamięci Pacjentów, Ofiar tragicznego pożaru Filii Wojewódzkiego Zespołu Psychiatrycznego w Świeciu, w nocy 31 października 1980 roku, z serdeczną modlitwą Księża Werbiści. Górna Grupa. 19 września, 2017.

## Odniesienia w kulturze
Pożar w szpitalu psychiatrycznym w Górnej Grupie stał się inspiracją dla Jacka Kaczmarskiego do napisania piosenki „A my nie chcemy uciekać stąd!”. Muzykę do tego utworu skomponował Przemysław Gintrowski. Piosenka zdobyła wielką popularność w drugim obiegu, interpretowano ją jako metaforę Polski okresu stanu wojennego. W filmie Ostatni dzwonek z 1989 roku wykonał ją Jacek Wójcicki.
Tragedią w Górnej Grupie inspirowana jest powieść dla młodzieży Tam, gdzie zawracają bociany autorstwa Joanny Jagiełło
Historia pożaru szpitala w Górnej Grupie została przedstawiona w odcinkach seriali dokumentalnych Nieznane katastrofy oraz Miejsca przeklęte.
Wątek pożaru szpitala w Górnej Grupie przewija się w filmie kryminalnym Jeziorak z 2014 roku (reż. Michał Otłowski).